# Várhelyi Csaba (vegyészmérnök, 1962)
Várhelyi Csaba (Kolozsvár, 1962. augusztus 4.) erdélyi magyar vegyészmérnök, tudományos kutató, egyetemi oktató. Várhelyi Csaba (1925–2015) fia.

## Életútja, munkássága
Középiskolai tanulmányait szülővárosában a 3. sz. Matematika–Fizika Líceumban végezte (1981), vegyészmérnöki diplomát a BBTE-n kapott 1987-ben. Pályáját vegyészmérnökként kezdte Kiskapuson, 1987-ben; 1990–1995 között a kolozsvári Carbochim Vállalatnál, majd magáncégeknél dolgozott. 1999-től a BBTE-n tanársegéd, a kémiai tudományok doktora.
Több szakdolgozat társszerzője, amelyek hazai és külföldi folyóiratokban (Studia Univ. Babeş–Bolyai, az EME Múzeumi Füzetei, Magyar Kémiai Folyóirat, Korróziós Figyelő, Journal of Thermal Analysis, Periodica Politechnica) jelentek meg. Társfordítója volt számos középiskolai kémia tankönyvnek.

## Kötete
- Szerves kémiai laboratóriumi gyakorlatok. I. (Kacsó Ferenccel, Kolozsvár, 2003), II. (Kolozsvár, 2006).